# Stari Krym
Stari Krym (en ruso: Старый Крым, en ucraniano: Старий Крим) es una ciudad de la Crimea, situada en la parte oriental de península, al lado de la cuenca de Chorokh-Su. Es la principal ciudad del Raión de Kirovske. Su soberanía está discutida con Ucrania, ya que esta no reconoce el referéndum de 2014 sobre su anexión a Rusia.
El nombre de la ciudad significa literalmente «Crimea Vieja».

## Etimología e historia
La ciudad tiene una larga historia. Probablemente fue fundada en la primera mitad del siglo XIII, cuando Crimea fue tomada por Batu Khan. Los mongoles fortificaron la ciudad y, posteriormente, se convirtió en una capital de la Crimea Yurta (provincia de Crimea de la Horda de Oro). Durante ese período, la ciudad tenía dos nombres a la vez: los habitantes de habla turca de la Crimea Yurta con nombre que Qırım (tártaro de Crimea: Qırım; «mi colina»), mientras que los comerciantes italianos generalmente llamaban Solcati (italiano: solcata; «surco, zanja»). Solkhat es una forma turquificada del nombre italiano.

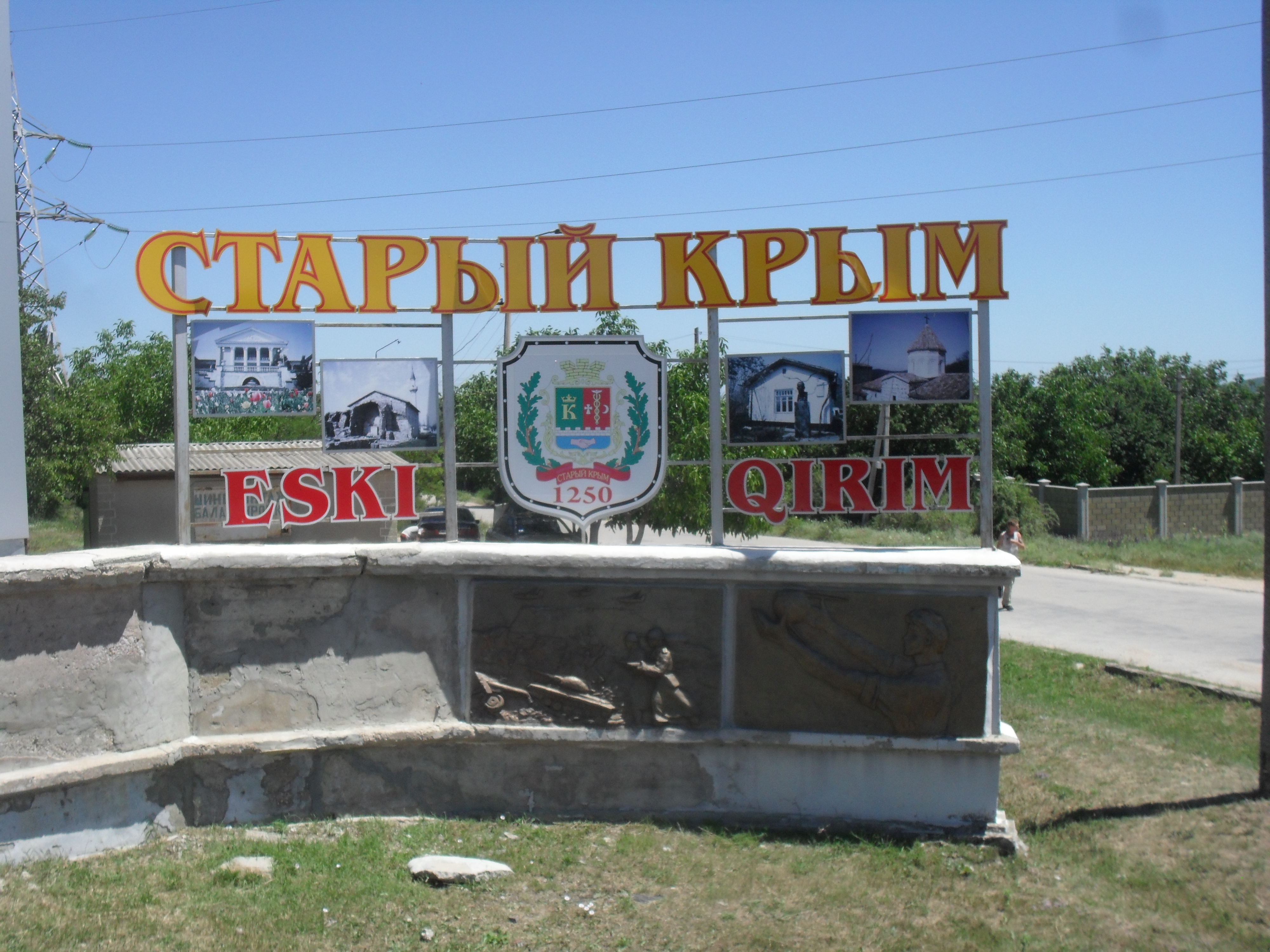

Otra teoría dada en la etimología del nombre de la ciudad es que fue una corrupción del nombre de un complejo monástico armenio en Stari Krym, construido en 1338 y conocido en armenio como "Surb Jach" (armenio: Սուրբ Խաչ o Santa Cruz).
El nombre turco de la ciudad -Qırım- finalmente se le dio a toda la península.
En los siglos XIII y XIV, la ciudad de Qırım era una ciudad grande, próspera denominado por sus contemporáneos árabes como el segundo Bagdad. Desde ese periodo permanecen las ruinas de una mezquita y madraza, construidas en 1314 por Uzbeg Kan. Después de mover la capital del Kanato de Crimea a Bajchisarái la ciudad disminuyó en una relativa oscuridad.
Desde la anexión de Crimea por Catalina II de Rusia en 1783, la ciudad ha sido conocida por el nombre ruso Stari Krym (literalmente «la Crimea Vieja» - traducción rusa del nombre original tártaro de Crimea Eski Qırım). Era la ciudad donde el famoso escritor ruso Aleksandr Grin vivió y murió, y ahora cuenta con un museo dedicado a él.
Oficialmente, la ciudad también se le dio un nombre griego de nuevo cuño de Leukopolis (Levkopol), pero este nombre nunca se hizo popular.

## Clima
El clima de Stari Krym es esencialmente un clima tenue de montaña. Situado a los pies de la montaña Agarmysh a unos 400 m sobre el nivel del mar, la ciudad recibió una bien merecida reputación como un muy buen espacio terapéutico para los pacientes pulmonares. 

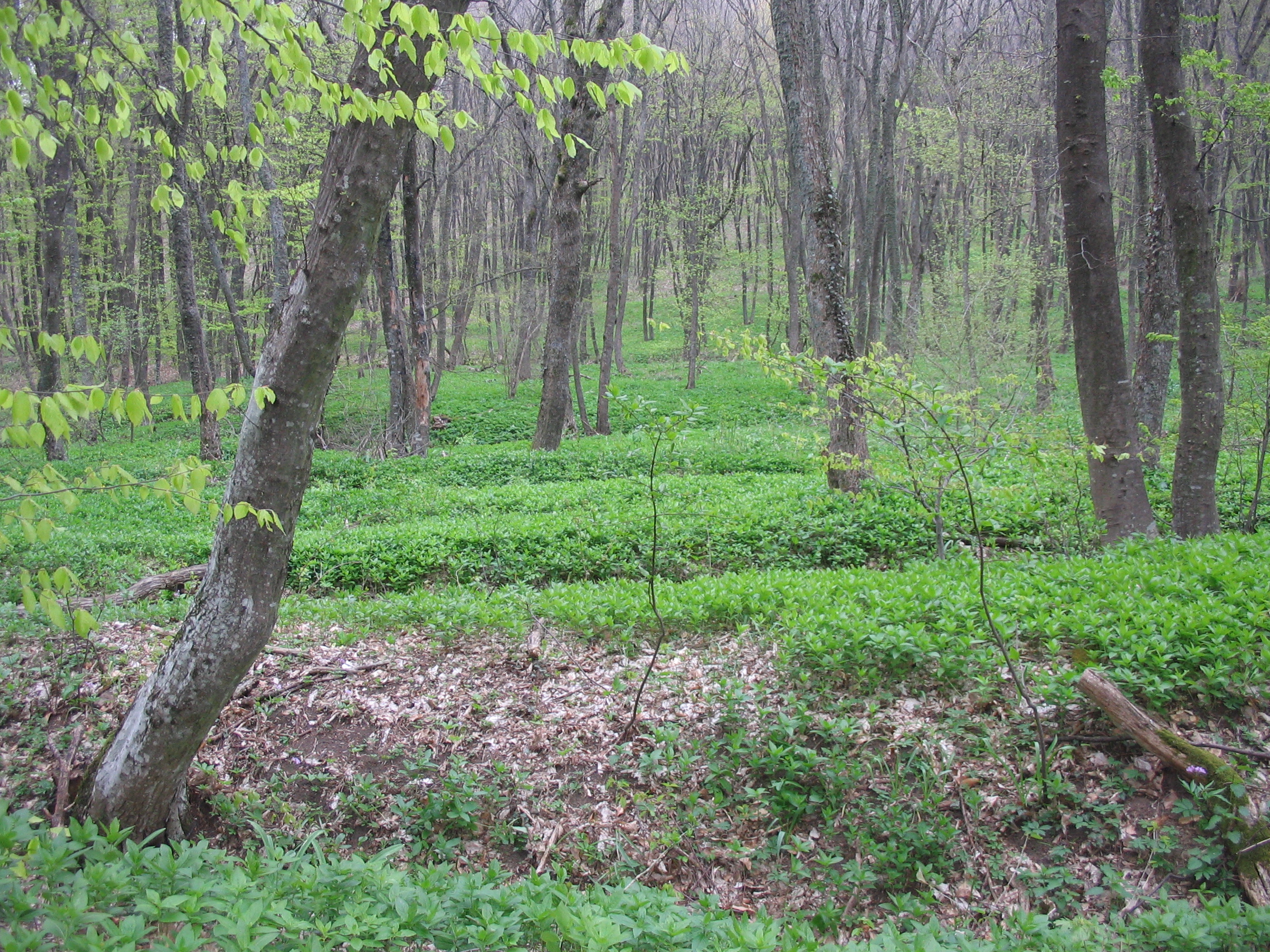

Se calienta por la tarde, y a la noche la montaña Agarmysh crea un flujo ascendente de aire, que a su vez conduce al hecho de que en el aire la Stari Krym proviene de los mares Negro y de Azov, y el aire de las estepas de la península de Kerch. 
La mezcla con el aire de gran alcance del bosque de Agarmysh y barrios adyacentes y además saturado de humedad crea un clima extremo oriental único de las montañas de Crimea.

## Población
| 1805 | 1926  | 1939  | 1989  | 2001  | 2005  | 2011  | 2012  |
| ---- | ----- | ----- | ----- | ----- | ----- | ----- | ----- |
| 114  | 4.738 | 5.141 | 9.196 | 9.960 | 9.734 | 9.446 | 9.485 |

## Sitios de interés
En esta ciudad se encuentra la mezquita Uzbeg Kan del siglo XIV, la más vieja de Crimea, un complejo de estructuras de los siglos XIV - XVIII como el monasterio armenio Surb Jach de la Iglesia apostólica armenia, el museo literario en memoria del escritor ruso de ciencia ficción Aleksandr Grin así como el museo del escritor Konstantín Paustovski.